# Cometes pojuca
Cometes pojuca là một loài bọ cánh cứng trong họ Cerambycidae.